# Philodendron consanguineum
Philodendron consanguineum är en kallaväxtart som beskrevs av Heinrich Wilhelm Schott. Philodendron consanguineum ingår i släktet Philodendron och familjen kallaväxter. Inga underarter finns listade.